# Basilika St-Sauveur (Rennes)

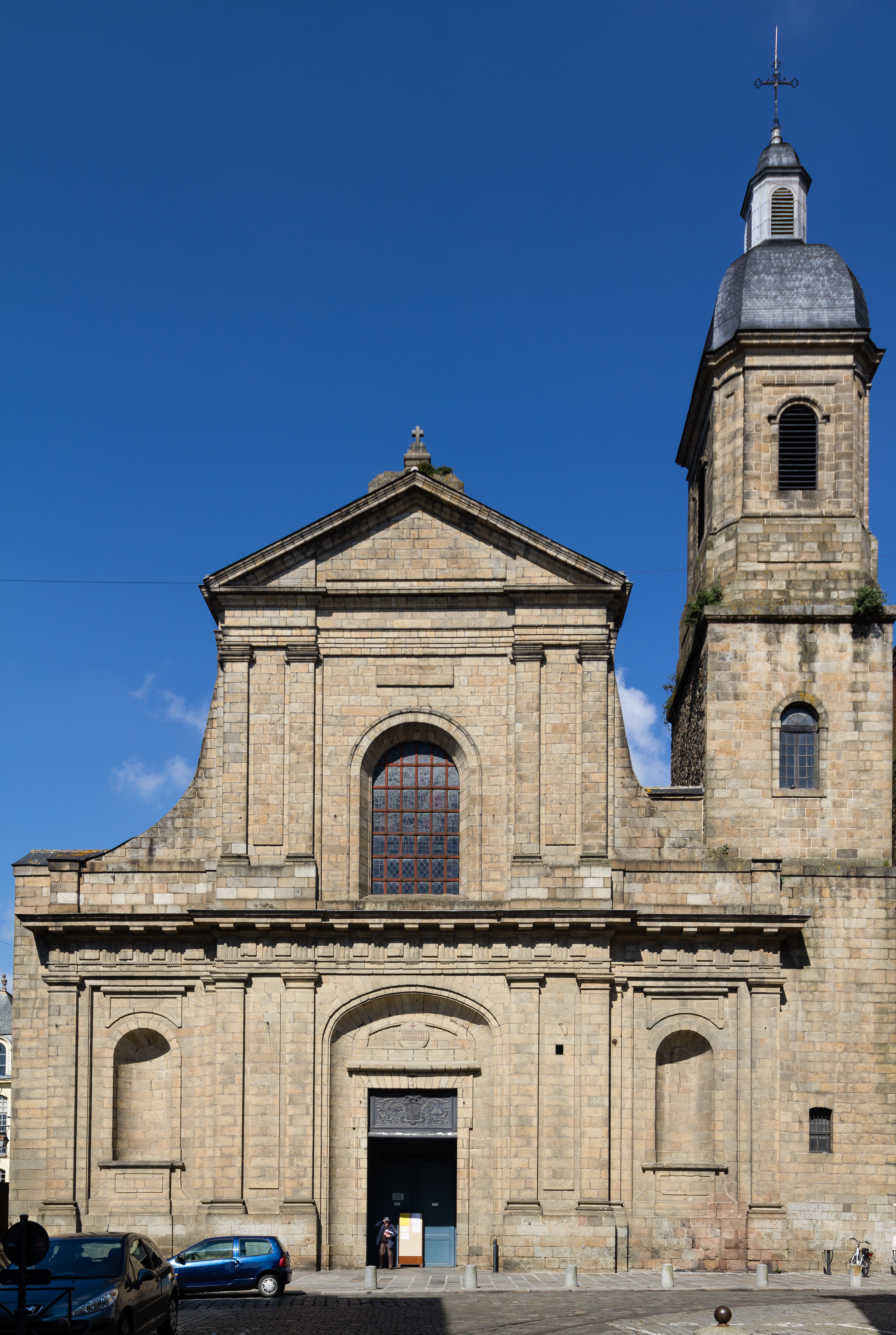
St-Sauveur, Portalfassade im Osten

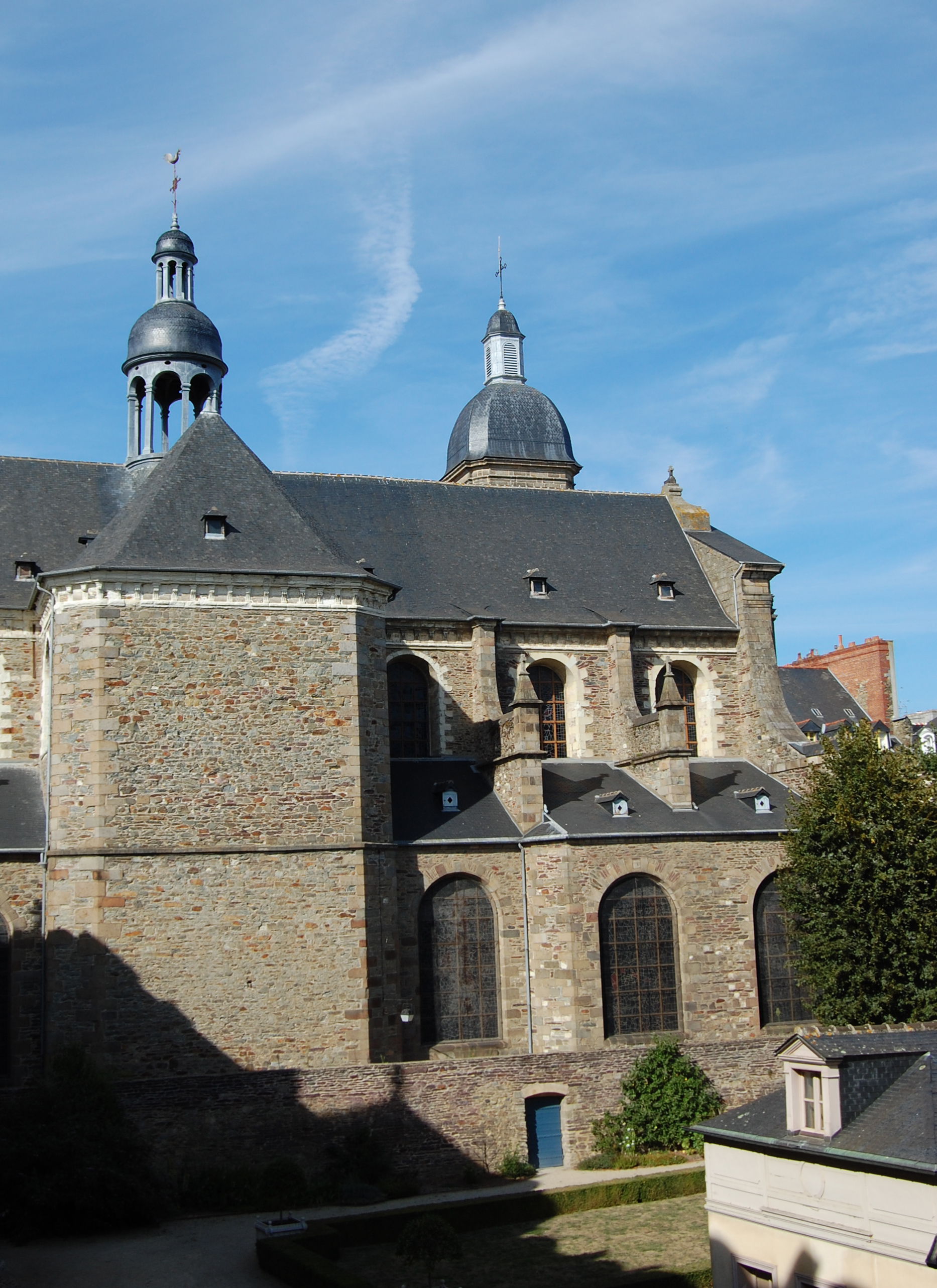
Südseite

Die Basilika Saint-Sauveur de Rennes ist eine römisch-katholische Basilica minor, die auch unter dem Namen Notre-Dame des Miracles et Vertus bekannt ist. Sie liegt im Herzen des historischen Stadtzentrums von Rennes und wurde unter dem Namen St-Sauveur zu Beginn des 12. Jahrhunderts gegründet. In mehreren Etappen vergrößert und zu Beginn des 18. Jahrhunderts rekonstruiert, war die Basilika ungefähr drei Jahrhunderte lang bis zum Zweiten Weltkrieg Sitz einer Pfarrgemeinde, aufs Neue dann seit 2002. In der Folge mehrerer Begebenheiten, die im 14. und im 18. Jahrhundert als Wunder eingestuft wurden, entwickelte sich hier die starke Verehrung der Notre-Dame des Miracles, die 1916 mit Erfolg die Erhebung zur Basilika erreichte. Im Klassizistischen Barock errichtet, ist das Gebäude vor allem durch seine Innenausstattung bemerkenswert: der Baldachin des Hochaltars, die Kanzel aus Schmiedeeisen, die Orgel und die zahlreichen von den Gläubigen gespendeten Votivgaben. Sie wurde am 2. März 1942 in die Liste der Monuments historiques aufgenommen.

## Lage
Die Basilika befindet sich im nordwestlichen Zentrum von Rennes, im Herzen der historischen Altstadt. Am Place Saint-Sauveur gelegen, befindet sie sich am Ende einer Sichtachse, die am Place du Parlement-de-Bretagne beginnt und sich über die Rues de Brilhac, de l’Hermine und du Guesclin erstreckt. Nur ihre Ost- und Südfassade sind sichtbar, der Rest ist von anderen Gebäuden verdeckt, darunter das Pfarrhaus im Westen (2, Rue Saint-Sauveur). Die Hauptfassade wendet sich nach Osten auf die Place Saint-Sauveur, die Südfassade zum Garten des Hôtel de Blossac hin.

## Geschichte

### Ursprünge

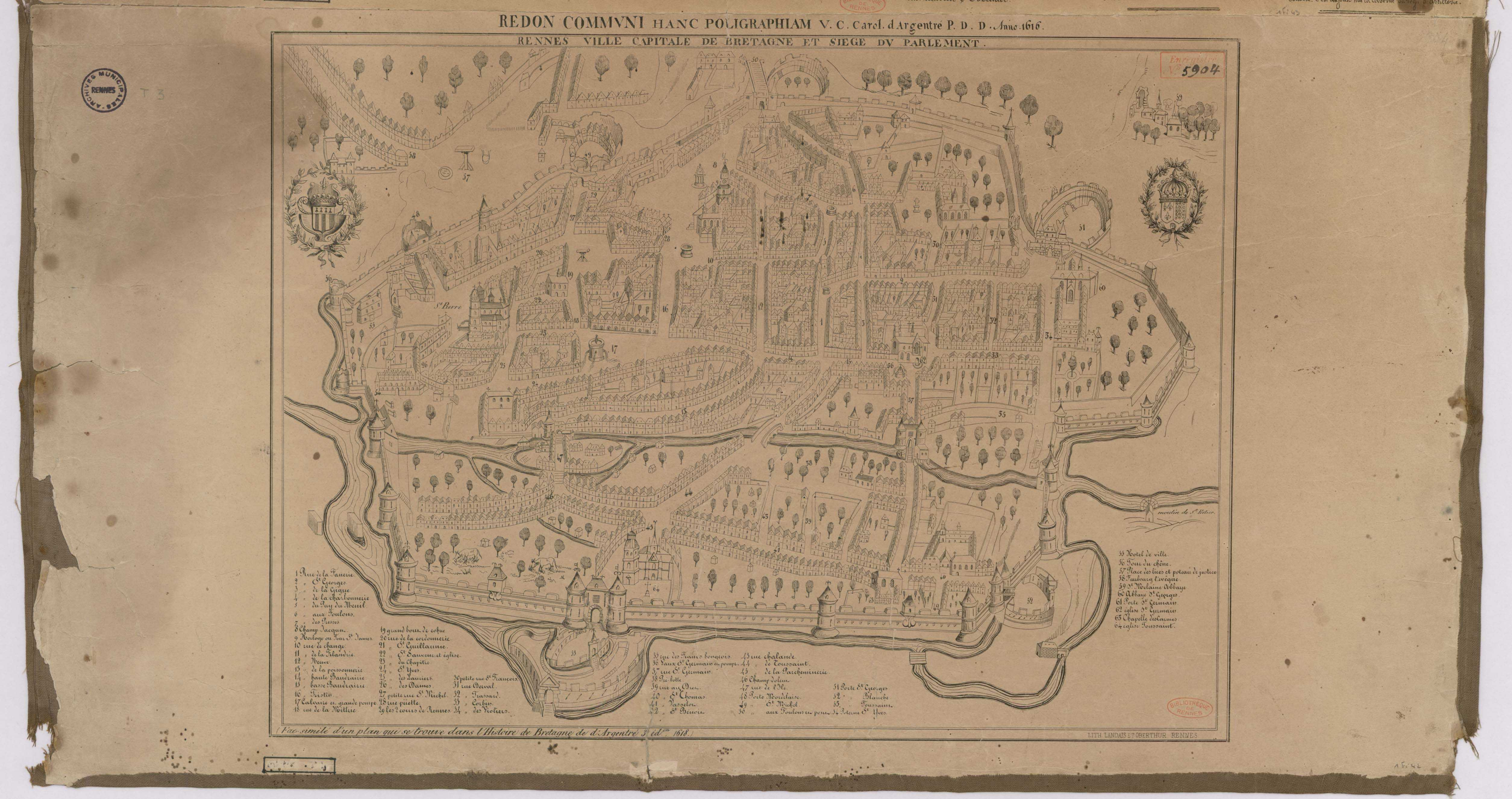
Plan von «Rennes, Hauptstadt der Bretagne und Sitz des Parlement 1616», 3. Auflage von 1618. Die Kirche St-Sauveur ist mit der Nummer 19 bezeichnet.

Das heutige Kirchengebäude wurde am Beginn des 18. Jahrhunderts errichtet und ersetzte eine Kapelle, deren Ursprünge sich mit denen der Stadt selbst vermischen. Nach einer Hypothese des aus Rennes stammenden Historikers Louis Pape stimmt die Lage dieser Kapelle an der Kreuzung von Cardo und Decumanus mit der Basilika des dem Mars Mullo geweihten Tempels auf dem Forum der gallo-römischen Stadt Condate überein.
Die ersten schriftlichen Quellen, die in Rennes eine Kapelle mit dem Patrozinium Saint-Sauveur erwähnen, stammen aus dem 12. Jahrhundert. Zu jener Zeit war sie an die Pfarrei Allerheiligen (französisch Toussaints) angeschlossen. Das Domkapitel von Rennes schenkte die Kapelle im Januar 1230 der Äbtissin Mathée de Corcop der Benediktinerinnenabtei Saint-Georges in Rennes. Die Kirche entwickelte sich in den folgenden Jahrhunderten im Rhythmus der Stadt und erfuhr zahlreiche Ergänzungen an Mobiliar, Erweiterungsbauten und Renovierungen. So wurden unter anderem eine Dachlaterne aufgesetzt, die Altäre erneuert, ein Triumphkreuz eingesetzt und zusätzliche Pfeiler für eine Erweiterung des Gebäudes aufgeführt. Mit dem Wunderereignis von 1357 (siehe Abschnitt „Wunder“) entwickelte sich die besondere Verehrung der Notre-Dame des Miracles et Vertus.
Mit der Bevölkerungszunahme von Rennes wurde die Notwendigkeit fühlbar, die Pfarrei Allerheiligen, zu der Saint-Sauveur nach wie vor als Filialkirche gehörte, aufzuspalten. In Erfüllung einer Bitte der Pfarrangehörigen von 1632 errichtete der Bischof von Rennes Charles-François de La Vieuville 1667 die Pfarrgemeinde Saint-Sauveur und erhob die Kirche zur Pfarrkirche. Diese Entscheidung wurde durch einen Entscheid vom 7. Oktober 1667 vom Parlement de Bretagne bestätigt, trotz des Widerstands des Pfarrers der Pfarrei Allerheiligen. Im Jahr 1670 wurde auf Initiative des später heiliggesprochenen Johannes Eudes zu Ehren der Notre-Dame des Miracles et Vertus und des Unbefleckten Herzens Mariä eine Bruderschaft gegründet.

### Neubau
Am 7. März 1682 brach der westliche Giebel des Gebäudes zusammen, was die Kirche für den Gottesdienst untauglich machte. Nach einigen Monaten, während derer das eucharistische Brot in der Kapelle Saint-James aufbewahrt wurde, wurde die Feier der Messe in der teilweise zerstörten Kirche wieder aufgenommen. Der Pfarrverwaltungsrat schlug den Wiederaufbau der Kirche vor. Doch es waren 19 Jahre nötig, um die Geldmittel aufzutreiben und die angrenzenden Landparzellen aufzukaufen. Die erste Beratung mit der Absicht, die Baustelle für den Wiederaufbau einzurichten, fand am 12. Juni 1701 statt. Der Grundstein wurde am 24. Juli 1703 durch den Intendanten der Bretagne Louis Béchameil de Nointel gelegt. 1710 wurde eine königliche Lotterie organisiert, um zu versuchen, 36.000 Livres für den Wiederaufbau einzuspielen.

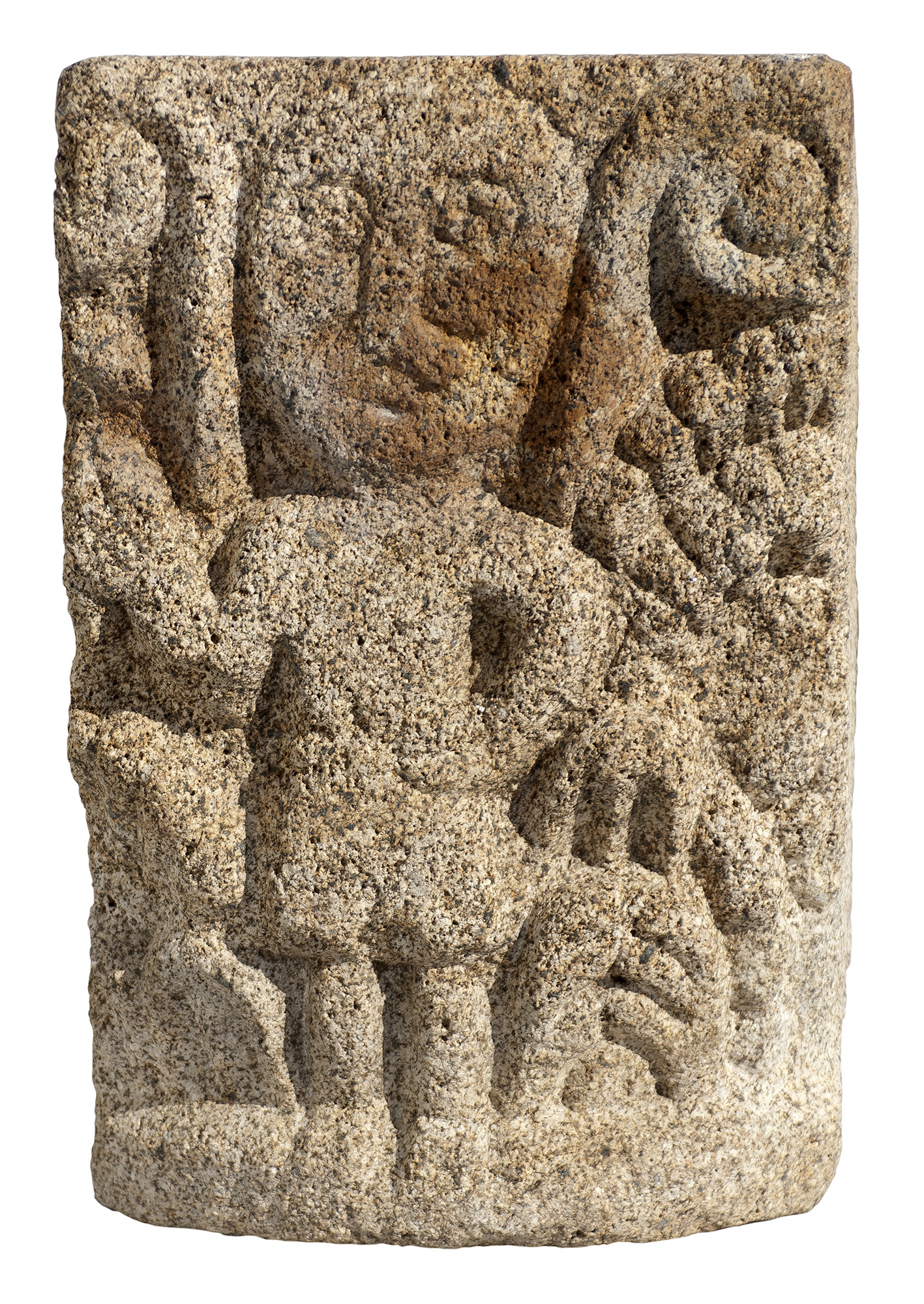
Kapitell des 12. Jahrhunderts, das aus der früheren Kirche stammt und im Musée de Bretagne aufbewahrt wird.

Die Pläne wurden durch den Architekten François Huguet ausgeführt, der zur gleichen Zeit auch für die Turmbekrönungen der benachbarten Kathedrale St-Pierre und ein Konventgebäude des Hôpital Saint-Yves verantwortlich war. Nach dem Wunsch des Pfarrverwaltungsrats sollte das Feiern der Gottesdienste während der Bauarbeiten weiter möglich sein. Der Architekt entschied sich, die neue Kirche von Osten nach Westen zu orientieren, also entgegengesetzt zur bisherigen Ostung. Die neue Ausrichtung erlaubte es, die Fassade an der Place du grand Bout de la Cohue zu platzieren, auf der ein Markt stattfand (im bretonischen Französisch cohue genannt). Dieser Markt nahm bis 1720 die Stelle der heutigen Rue de Clisson und der Place Saint-Sauveur ein. Die Bauarbeiten begannen mit dem Chor. Nachdem dieser vollendet war, wurde das Allerheiligste dahin übertragen und der Rest der bisherigen Kirche endgültig abgerissen. Von dieser überdauerte nur ein skulptiertes Kapitell, auf dem eine stehende Person abgebildet ist; es wird ins 12. Jahrhundert datiert und im Musée de Bretagne aufbewahrt.
Der neue Kirchenbau wurde am 5. August 1719 geweiht, obwohl zu diesem Zeitpunkt nur der Chor und ein Langhaus-Joch fertiggestellt waren. Der Stadtbrand von Rennes 1720 zerstörte das Mobiliar und den ursprünglichen Dachstuhl, der dabei einstürzte, unterbrach aber nicht die Bauarbeiten. Im Wesentlichen waren diese Arbeiten 1728 vollendet. François Huguet starb 1730; ihm folgten mehrere Architekten, um das Bauwerk endgültig fertigzustellen.
François-André Forestier de Villeneuve, genannt Forestier l’Aîné, nahm eine bedeutende Änderung an den Plänen vor: Er zerstörte zum einen die Place du grand Bout de la Cohue und ersetzte sie durch die Rue de Clisson und die Place Saint-Sauveur und er schuf den Durchbruch der Rue du Guesclin in der Sichtachse zur Kirche. Dies erlaubte ihm, einen Neuentwurf der Fassade zu planen, der in diese neue Achse integriert wurde. Er schuf auch den Entwurf des Portals und seiner Flügel. Aus ökonomischen Gründen fiel das Ergebnis dennoch weniger ehrgeizig aus als von Huguet projektiert. Antoine Forestier le Jeune entwarf seinerseits die Turmkuppel, während Daniel Chocat de Grandmaison 1741 diejenige des Belfrieds entwarf. Die Fortführung der Arbeiten durch Forestier ist für 1758 beglaubigt. Der Hauptaltar wurde 1768 geweiht, was den Abschluss aller Arbeiten kennzeichnet.

### Französische Revolution
Die Französische Revolution unterbrach die Arbeiten am Wiederaufbau der 1768 zerstörten Kathedrale von Rennes. Daher verlegte der Konstitutionelle Bischof Claude Le Coz den Bischofssitz von dort in die Kirche Saint-Sauveur. Mit dem Beginn der Terrorherrschaft und der Ankunft von Jean-Baptiste Carrier in Rennes am 1. September 1793 endeten die Gottesdienste der Konstitutionellen Kirche und Claude Le Coz wurde ins Gefängnis geworfen. Die Kirche Saint-Sauveur wurde daraufhin zu einem Tempel der Vernunft, später 1794 zu einem Tempel des höchsten Wesens. Die wundertätige Statue der Notre-Dame des Miracles wurde während dieser Zeitspanne zerstört. Das Kirchengebäude wurde für öffentliche Versammlungen benutzt, z. B. wurde hier die Bestätigung von Jean Leperdit als Bürgermeister der Stadt nach dem Ende der Terrorherrschaft verkündet. 1795 verlangte eine Petition der Bürgerschaft – nach der Genehmigung durch den Nationalkonvent, wieder katholische Gottesdienste öffentlich abzuhalten – erfolglos die Wiederherstellung des Gebäudes als Kirche. Trotzdem erhielt Bischof Le Coz, der sich wieder in Rennes aufhielt, vom Distrikt am 27. März 1795 einen Pachtvertrag über das Gebäude. Jedoch wurde die Basilika Saint-Sauveur erst am 30. September 1802 durch den Präfekten des Département Ille-et-Vilaine, Jean-Joseph Mounier, wieder offiziell für den Gottesdienst freigegeben.

### Jüngere Geschichte
Im Verlauf des 19. Jahrhunderts wurde ein neuer Hochaltar errichtet (1827–1829), ein Leuchter für die Osterkerze (1846), Kreuzwegstationen (ca. 1860) und eine Chororgel angeschafft (1894). Der Architekt Leroux führte ab 1842 eine erste Restaurierung mit dem Ziel durch, den Innenraum aufzufrischen und einige Nachbearbeitungen vorzunehmen. Die Statuen der hll. Peter und Paul an den beiden Seiten des Chors wurden von Jean-Baptiste Barré geschaffen. Die Altäre des Heiligsten Herzens Jesu, des hl. Ludwig und der hl. Anna wurden neu errichtet und erhielten neue Tafelbilder.
Unter Marie-Joseph Brune wurde ab 1870 eine zweite Restaurierung durchgeführt, die zur Aufstellung der Altäre des Querschiffs führte. Er schuf 1875 den der Notre-Dame des Miracles et Vertus gewidmeten Altar im nördlichen Seitenschiff. 1876 wurden drei Glocken im Turm aufgehängt und schließlich ersetzte 1886 ein keramisches Bodenpflaster den Originalbelag aus Tometten. Zwischen 1832 und 1855 trug die Kirche einen optischen Telegrafen nach dem System von Claude Chappe; er war die Nummer 10 auf der Linie Avranches-Nantes.

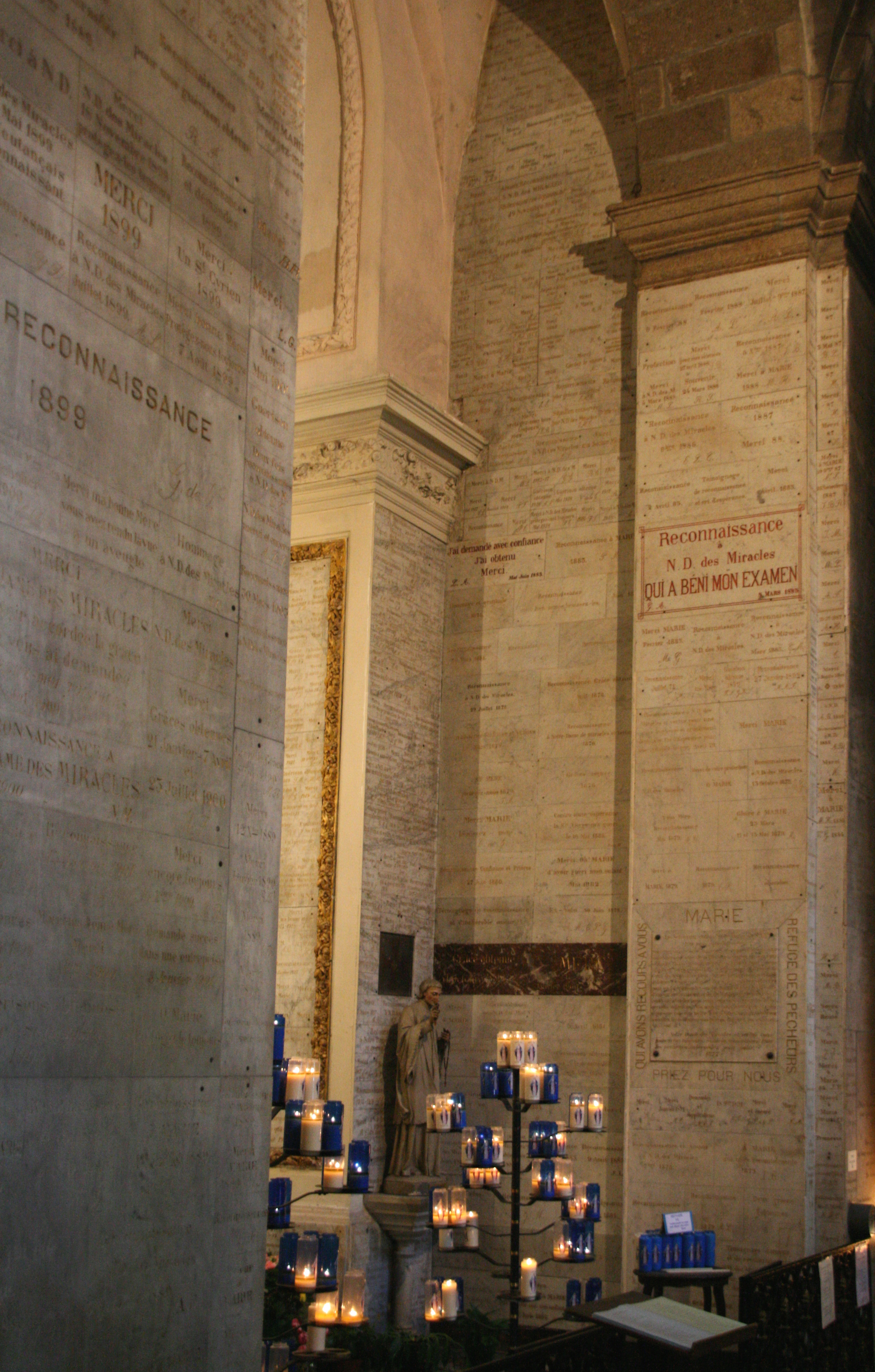
Gravierte Votivtafeln an den Wänden um die Kapelle der Notre-Dame des Miracles

Mit der Reaktivierung der Verehrung der Notre-Dame des Miracles wurde die Kirche am 12. Oktober 1912 von Papst Pius X. unter ihr Patrozinium gestellt. Von Papst Benedikt XV. wurde sie am 27. April 1916 zur Basilica minor erhoben. Während der Besetzung von Rennes im Zweiten Weltkrieg stand die Kirche den katholischen Einwohnern zur Verfügung und wurde am 2. März 1942 in die Liste der Monuments historiques aufgenommen.

## Wunder
Vier Berichte von Wundern, die Unserer Lieben Frau zugeschrieben werden, sind mit der Kirche verbunden und die Quelle einer speziellen Verehrung. Pfarrer Bernard Heudré, Dekan der Pfarrei 2013, meinte: 
En période trouble ou la veille des périodes d’examen, il y a une hausse significative des demandes [de guérison, de succès]. C’est compréhensible. Lorsque l’on vit des épreuves ou lorsque l’on a besoin d’aide, on s’en remet au ciel. („In einer unruhigen Zeit oder am Vorabend von Zeiten der Prüfung gibt es einen signifikanten Anstieg von Wünschen [nach Heilung oder Erfolg]. Das ist verständlich. Wenn man mit Schwierigkeiten konfrontiert ist oder wenn man Hilfe braucht, wendet man sich damit an den Himmel.“)
Die Mauern rund um die Kapelle, die Notre-Dame des Miracles gewidmet ist, sind vollständig mit Votivtafeln in Form gravierter Marmorplatten bedeckt. Das Anbringen weiterer Votivtafeln ist heute untersagt, doch die Gläubigen legen Blumen und geschriebene Wünsche in der Nähe der Statue ab.

### Entdeckung des englischen Tunnels 1357

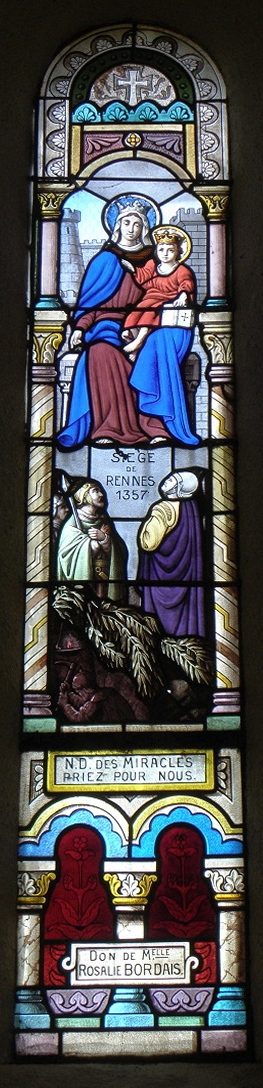
Gedenkfenster der Kirche Notre-Dame-de-Beauvais in Le Theil de Bretagne: Darstellung der Notre-Dame des Miracles, die mit dem Zeigefinger auf den Boden deutet

Im Verlauf des Bretonischen Erbfolgekriegs, in dem Rennes von englischen Truppen belagert wurde, erwartete die Stadt deren Einmarsch auf dem Weg durch einen unterirdischen Gang. Nach der volkstümlichen Überlieferung fingen in der Nacht des 8. Februar 1357 die Glocken der Kirche an zu läuten und die Kerzen entzündeten sich von selbst. Die Verteidiger der Stadt hätten daraufhin entdeckt, dass die Statue Unserer Lieben Frau auf eine bestimmte Bodenplatte gezeigt hätte. Als sie an dieser Stelle ein Loch aushoben, entdeckten sie einen von den englischen Truppen zur Einnahme der Stadt vorangetriebenen Tunnel und konnten so die Invasion abwehren.
Es existieren einige unterschiedliche Berichte über dieses Ereignis und die Datierung variiert. Nach einigen Historikern handelt es sich um die Belagerung von Rennes 1356-1357 und die Entdeckung des Tunnels ist der Schläue des Stadtkapitäns, Guillaume de Penhoët, zuzuschreiben, die es erlaubte, die Verteidiger zu alarmieren und den Tunnel zu lokalisieren. Der einzige zeitgenössische Bericht der Ereignisse (vor 1387) ist La chanson de Bertrand du Guesclin des Trouvère Johannes Cuvelier. Dieses Chanson de geste, dessen Objektivität in Zweifel steht, berichtet nur von der List des Guillaume de Penhoët und erwähnt kein Wunder. Der folgende Bericht findet sich in der Ausgabe von 1532 der Chroniques de Bretagne von Alain Bouchart. Sie verlegt das Wunder ins Jahr 1343 und erwähnt kurz das Läuten der Glocken und die Selbstentzündung von zwei Kerzen, aber nicht die Bewegung der Marienstatue. 1634 wurde das Wunder vom Bischof von Rennes, Pierre Cornulier (1575–1639), offiziell anerkannt. Das Protokoll dieser Anerkennung ist verlorengegangen, aber es wird in einem Protokoll seines Nachfolgers, Henri de La Mothe-Houdancourt, vom 19. Juli 1658 weiterberichtet. Das dort angegebene Jahr ist 1345 und es werden alle drei Bestandteile des Wunders zitiert. 1637 gibt der Priester Albert Le Grand in seinem Werk La vie des Saints de Bretagne-Armorique einen leicht abweichenden Bericht, in dem der Messner das Zeichen der Statue entdeckt und die Verteidiger warnt; dieses Mal wird das Ereignis ins Jahr 1356 datiert. Schließlich wird ein anonymer und nicht datierter Bericht in Versen vom Priester Georges Fautrel in seiner Histoire de Notre-Dame des Miracles von 1658 aufgegriffen. Dieses Gedicht bringt das Datum Februar 1345 ins Spiel und erwähnt alle drei Bestandteile.
Mindestens bis ins 15. Jahrhundert soll ein Schacht in der Kirche erhalten geblieben sein und ein Stein markierte seine Stelle bis zur Neuanlage der Pflasterung des Bodens 1886. Die Entdeckung eines unterirdischen Bauwerks mit entsprechenden Charakteristika im Zuge von Tiefbauarbeiten im Stadtviertel 1902 könnte diesen Invasionsplan glaubhaft erscheinen lassen.

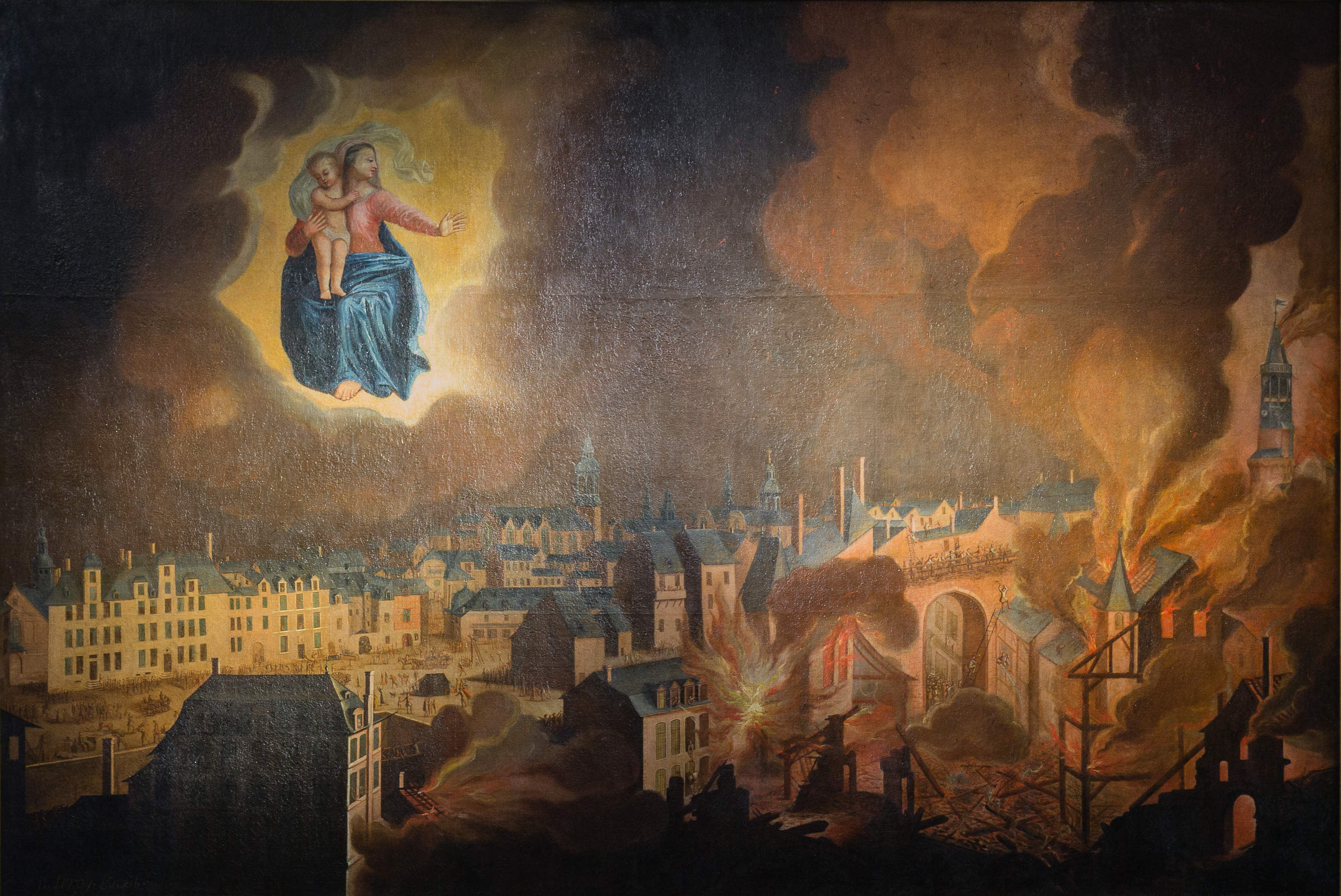
Votivbild, das Notre-Dame des Miracles beim Stopp des Brandes von Rennes zeigt (1721)

### Brand von 1720
Nach dem Brand von Rennes im Jahre 1720 wurde trotz des Abbrennens des Dachstuhls und der Zerstörung eines Teils der Kirchenausstattung die Statue Unserer Lieben Frau unversehrt aufgefunden. Die Einwohner schrieben das Aufhören des Brandes der Jungfrau Maria zu. Die Einwohner des Stadtviertels Lices, das vom Brand verschont blieb, ließen für Notre-Dame des Miracles eine Votivtafel malen. Das originale Aquarell von 1721, geschaffen von Jean-François Huguet (dem Sohn des Architekten), befindet sich heute in der Sakristei der Basilika Notre-Dame-de-Bonne-Nouvelle. Eine Vergrößerung des Bildes, im selben Jahr von einem Maler namens Leroy angefertigt, hat seit 1841 seinen Platz im südlichen Seitenschiff. Sein Gemälde trägt die Inschrift: Voeu fait à N.D. de Bonne Nouvelle par les habitants des Lices, rues St Louis, St Michel, Place Ste Anne, préservées de l'incendie du 22 déc. jusqu'au 30. („Gelübde, abgelegt in Notre-Dame-de-Bonne-Nouvelle von den Einwohnern des Stadtviertels Lices und der Rues St-Louis, St-Michel und der Place Ste-Anne, die vom Brand vom 22. bis zum 30. Dezember verschont wurden.“).

### Heilung von Marie Richelot am 18. Februar 1742
Ein Protokoll berichtet über die spontane Heilung von Marie Richelot während einer Hl. Messe am 18. Februar 1742. Die junge Frau litt seit dem 20. September 1738 unter Beschwerden am linken Knie. Ihre Votivtafel, die ihr Porträt zeigt, hat sich erhalten.

### Heilung von Magdeleine Morice 1761
Die Register der Sitzungen des Kirchengemeinderats erwähnen die spontane Heilung von Magdeleine Morice, die an Gangrän des rechten Fußes litt, während einer Messe am Mittwoch nach Ostern 1761. Ein Protokoll, das auf Betreiben der betroffenen Person erstellt wurde, hat sich im Archiv der Gemeinde Porcaro erhalten, es hat aber keine kanonische Untersuchung stattgefunden.

## Stellung innerhalb der Stadt
1667 wurde die Kirche Saint-Sauveur, bis dahin Filialkirche der Pfarrei Allerheiligen, zur eigenständigen Pfarrei erhoben, was die Anzahl der Pfarreien in Rennes auf zehn erhöhte. Die neue Pfarrei wurde im Norden von der Porte Saint-Michel (heute Place Rallier-du-Baty) begrenzt, im Süden von der Vilaine, im Osten von der Rue Tristin (die nahe der heutigen Rue de l’Horloge verlief) und im Westen vom Bezirk der Kathedrale. Dies schließt die Hälfte des ersten Mauerrings der Stadt Rennes ein, eine Fläche von vier Hektar, die komplett bebaut war.
1713 führte Bischof Christophe-Louis Turpin de Crissé de Sanzay eine bischöfliche Visitation der Pfarrei durch, bei der 22 Priester gezählt wurden. Deren Zahl nahm bis 1789 auf 13 ab. Im Jahr 1790 wurden die Einkünfte der Pfarrei (ohne Almosen) wie folgt aufgelistet: 1383 Livres an Einkünften plus 825 Livres an Abgaben für die Geistlichen, 1781 Livres an Einkünften plus 724 Livres an Abgaben für die Aufgaben der Kirchenverwaltung.
1939 wurde der Sitz der Pfarrei in die Kathedrale Saint-Pierre verlegt, wodurch die Kirche Saint-Sauveur nur noch ihre Funktion als Basilika behielt. Mit der Reorganisation der Pfarreien im Jahr 2002 innerhalb der Erzdiözese Rennes, Dol und Saint-Malo erhielt Saint-Sauveur wieder die Funktion einer Pfarrei zwischen der Kathedrale und der Pfarrei Saint-Étienne.

Wappen der Basilika minor St-Sauveur de Rennes seit 1916

## Heraldik
Als Basilica minor besitzt Saint-Sauveur das Recht, ein eigenes Wappen zu führen. Dieses ist auffällig am Türsturz des Haupteingangs und ebenso auf einem der Glasfenster zu sehen.

### Wappenbeschreibung
Von Rot und Blau quadriert, im ersten Feld in Rot ein silbernes lateinisches Kreuz, im zweiten Feld in Blau eine silberne Glocke, im dritten Feld in Blau zwei silberne brennende Kerzen mit silbernen Flammen und im vierten Feld eine silberne Dornenkrone, die drei silberne Nägel umschließt. Kreuz, Dornenkrone und Nägel erinnern an das Patrozinium des Erlösers (Sauveur), Glocke und Kerzen an die Ortslegende.

## Architektur

### Außen
Der äußere Stil des Gebäudes erinnert, in verkleinertem Maßstab, an denjenigen von Il Gesù in Rom oder der Basilika Notre-Dame-des-Victoires in Paris. Von bescheidenen Ausmaßen (43 m Länge × 26 m Breite) bildet die Kirche ein lateinisches Kreuz mit vielfachen Ausbuchtungen. Sie besitzt ein dreibogiges Hauptschiff und zwei Seitenschiffe, eine rechteckige Apsis mit abgeschrägten Ecken und ein nur wenig ausgreifendes Querschiff.
Während der ursprüngliche Entwurf von 1703 ein weit vorspringendes Portal mit Doppelsäulen vorsah, führte der Brand von 1720 zu einer Abänderung des Plans für die Fassade : das endgültige Portal mit seinen nur wenig vorkragenden Zwillingspilastern macht einen bescheideneren Eindruck. Die Türöffnung mit ihrem Sturz und ihrer hahnenkammartigen Ummauerung wird von einem Korbbogen überragt, dessen Tympanon ein rundes Medaillon mit dem lateinischen Namen des Patroziniums der Kirche trägt (Christo Salvatori: „Christus, dem Erlöser“). Eine Tafel im Türsturz trägt das Wappen und das Motto der Kirche (Ad Jesum per Mariam: „Zu Jesus durch Maria“). An beiden Seiten der Fassade waren zwei halbrunde Nischen, die von Pilastern eingefasst werden, ursprünglich dazu bestimmt, Statuen aufzunehmen, wurden aber leer belassen. Auf einem nackten Fries, der von einem Gesims überragt wird, besteht die zweite Ebene nur aus einem großen Rundbogenfenster zwischen zwei Paaren von Pilastern und Stützwänden. Abschließend bekrönen ein Architrav aus Verbundmauerwerk und ein Dreiecksgiebel die Fassade, welche ein Kreuz bekrönt. Das Ensemble folgt der toskanischen Ordnung. Die für das 18. Jahrhundert typische Fassade à l’italienne mit übereinander gestellten Ordnungen findet sich auch an einigen Pariser Kirchengebäuden dieser Epoche: Notre-Dame du Val-de-Grâce, Notre-Dame-des-Victoires, Les Billettes und St-Thomas-d’Aquin. In Rennes waren bereits zwei weitere Kirchen mit einer Fassade im gleichen Stil errichtet worden: 1662 diejenige des Klosters von der Heimsuchung und 1700 diejenige des Augustinerklosters (die zu Saint-Étienne wurde).
Auf der Nordseite der Fassade ist der Turm angefügt, dessen Erdgeschoss und erste Etage quadratisch sind. Das zweite Obergeschoss besitzt abgeschrägte Ecken und wird von einer geschwungenen Haube und einer Laterne abgeschlossen, welche von einem Kreuz bekrönt wird.
Die Fassaden im Norden und im Süden werden von zwei Fensterreihen ohne Maßwerk durchbrochen, die unten die Seitenschiffe und in der darüberliegenden Reihe das obere Hauptschiff mit Licht versorgen und den Jochen sowie dem Chor zugeordnet sind. Konkave Strebepfeiler, denen Pinakel aufgesetzt sind, erheben sich über die Seitenschiffe und markieren die Joche des Kirchenschiffs. Die Wände an der Chorseite der Querschiffarme sind gleichermaßen in der Höhe von Fenstern durchbrochen, die Nord- und Südwände des Querschiffs sind jedoch fensterlos.
Das Kirchenschiff trägt ein steiles Satteldach mit einem leichten Knick. Es endet über der Apsis und den beiden Querschiffarmen in einem Walm. Die Seitenschiffe besitzen Pultdächer mit geringer Neigung. Das gesamte Ensemble ist mit Schiefer gedeckt. Über der Vierung des Querschiffs befindet sich ein Dachreiter. Ein Gesims mit Soffitten krönt das gesamte Gebäude.

Grundriss des Kirchengebäudes und der Gewölbe

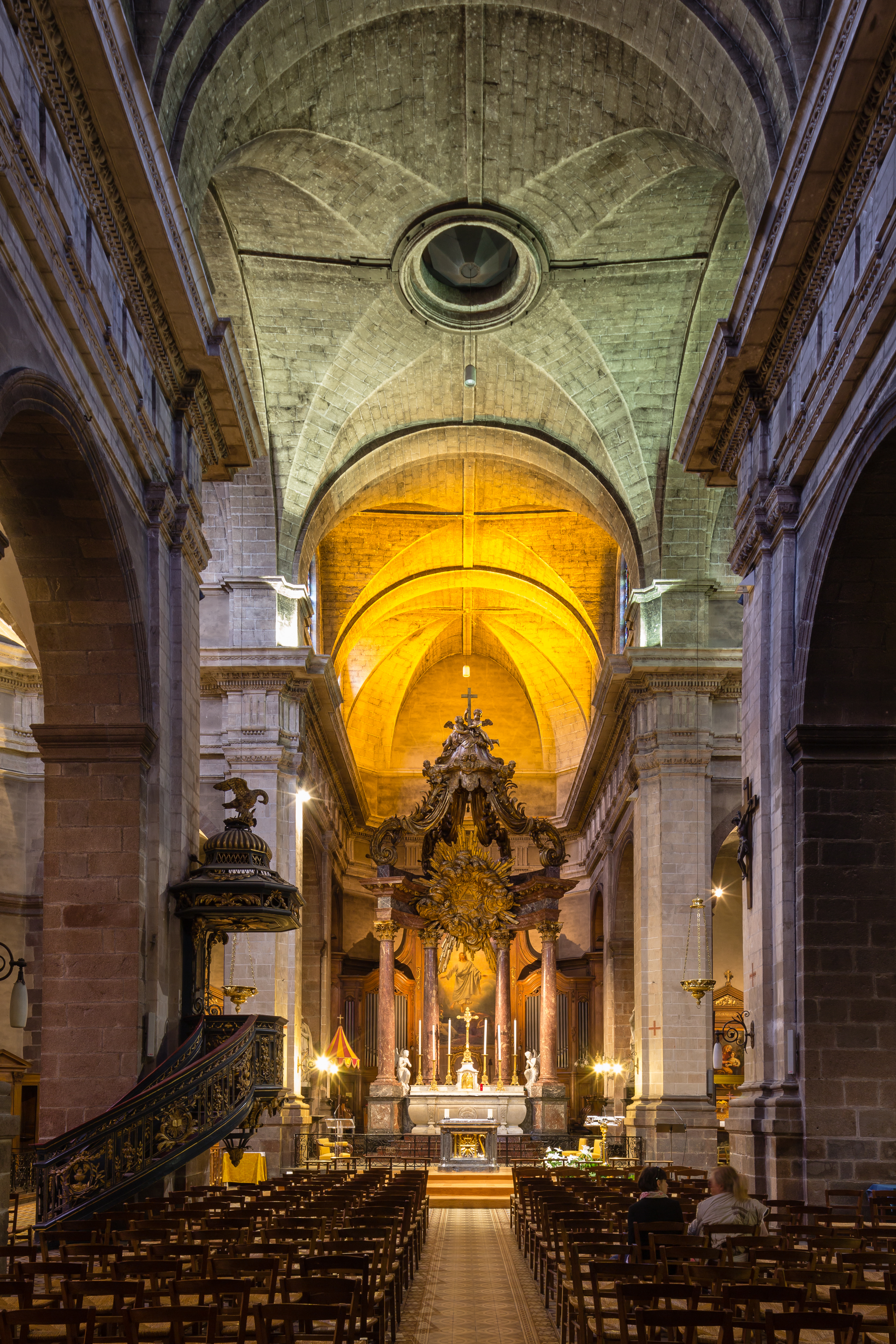
Blick vom Hauptschiff in den Chorraum

### Inneres
Die dreischiffige Basilika besteht aus einem Haupt- und zwei Seitenschiffen, einem wenig ausladenden Querschiff, einem kurzen Chor und einer rechteckigen Apsis mit abgeschrägten Ecken ohne Chorumgang oder Apsidiolen. Das Kirchenschiff zählt drei Joche, der Chor ein weiteres. Die beiden ersten Joche des nördlichen Seitenschiffs sind etwas breiter. Das erste birgt das Taufbecken, das zweite die Beichtstühle. Das zweite Joch des südlichen Seitenschiffs wurde zu Beginn des 20. Jahrhunderts vergrößert, um die Kapelle der Notre-Dame des Miracles aufzunehmen. Die Seitenschiffe stehen mit dem Hauptschiff durch rundbogige Arkaden in Verbindung, die durch rechteckige Pfeiler getragen werden. Jede Fläche dieser Pfeiler ist mit einem dorischen Pilaster geschmückt. Das südliche Seitenschiff weist in jedem der drei Joche ein Glasfenster auf, das nördliche jedoch nur zwei, da das östlichste Joch durch den Kirchturm blockiert ist. Der Chorraum verfügt über ein einziges Fenster auf der Südseite, an der Nordwand befindet sich gegenüber ein Trompe-l’œil.
Ein Fries mit Triglyphen und Guttae, überragt von einem gezähnten Gesims, verläuft entlang des Kirchenschiffs, des Querhauses und des Chors. Über ihm befinden sich unmittelbar große, paarig angeordnete Fenster: je eines pro Langhausjoch und Chor sowie an den Ost- und Westmauern der Querhausarme.

Die Gewölbe von Haupt- und Seitenschiffen sind Kreuzgewölbe ohne Rippen, wobei die einzelnen Joche durch Gurtbögen voneinander getrennt sind. Ein Oculus erleuchtet die Vierung mit dem Querschiff.
Die Kirche St-Sauveur erscheint mir als die hübscheste in Rennes, ohne dass sie etwas Außergewöhnliches an sich hätte. Ein schlechtes Gemälde zeigt dort die Jungfrau, wie sie den Brand des Stadtviertels Lices verhindert, der vom Feuer nicht angetastet wurde. Es stellt eine Votivgabe der Einwohner des verschonten Stadtviertels dar. Ein hübscher Baldachin, getragen von vier Säulen aus Marmor von Saint-Berthevin, bildet zusammen mit der schönen, eisernen Kanzel alles, was an der Ausstattung bemerkenswert ist.“ (L’église de Saint-Sauveur, sans avoir rien d’extraordinaire, me paraît la plus jolie de Rennes. Un mauvais tableau y représente la Vierge préservant de l’incendie de cette ville la place des Lices, qui ne fut pas atteinte par le feu. C’est une offrande faite par les habitants du quartier épargné. Un beau baldaquin, supporté par quatre colonnes de marbre de Saint-Berthevin, forme, avec une belle chaire en fer, tout ce que l’intérieur a de plus curieux.)
- Régis Jean François Vaysse de Villiers: Itineraire descriptif ou description routière, géographique, historique et pittoresque de la France et de l’Italie. 1822.

„Es gibt nichts Bemerkenswertes außer der Innenausstattung: ein Hochaltar, welcher von einem Baldachin überragt wird, der auf vier Marmorsäulen ruht; eine Kanzel und ein Gitter in prachtvoller Kunstschmiedearbeit; eine gute Kopie von Raffaels Verklärung Christi, und das von den Einwohnern der Straßen um den Place Saint-Michel gespendete Gemälde, welche die Jungfrau mit dem Jesuskind zeigt, die das Stadtviertel Lices vor dem Brand von 1720 beschützen.“ (Il n’y a de remarquable que la décoration intérieure : un maître-autel surmonté d’un baldaquin reposant sur quatre colonnes de marbre ; une chaire et une grille, magnifique travail de serrurerie ; une bonne copie de la Transfiguration, de Raphaël, et le tableau offert par les habitants des rue et place Saint-Michel, représentant la Vierge et l’Enfant Jésus préservant de l’incendie de 1720 le quartier des Lices.) - Adolphe Pierre Julien Orain, Guide du voyageur dans Rennes et ses environs, 1867 

#### Seitenkapellen und -altäre
Bereits vor dem Wiederaufbau der Kirche ab 1703 befanden sich in ihr mindestens zwei Seitenaltäre, doch wurden auch diese nach dem Abschluss der Bauarbeiten erneuert. Im südlichen Querschiffarm wurde 1735 der neue Altar Unserer Lieben Frau vom Sieg errichtet. Er weist ein Retabel aus Kalktuff und vier korinthische Säulen aus dem rötlichen Marmor von Saint-Berthevin auf, die einen Rundbogen tragen. Die Statue ist im Stil des Second Empire gehalten. Der im Stil symmetrische Altar des hl. Josef im gegenüberliegenden nördlichen Querschiffarm wurde 1738 fertiggestellt.

Die Statue Notre-Dame des Miracles et des Vertus, oft nur einfach Notre-Dame des Miracles genannt, ist eine Madonna mit Kind. Sie wird ab dem 14. Jahrhundert im Umfeld des oben geschilderten Wunders erwähnt, das sich bei der Belagerung von Rennes ereignet haben soll. Schon damals handelte es sich um eine Statue aus bemaltem Holz. Diese wurde 1445 neu gefasst, außerdem wurden die Hände 1522 restauriert. 1658 beschrieb der Priester Georges Fautrel sie folgendermaßen:
„Um etwas im Besonderen über [das Bildnis der Jungfrau von] St-Sauveur zu sagen, es ist nicht nur einfaches Holz, das man mit etwas Vergoldung versehen hat, dies mehr zu seiner Erhaltung als zu seiner Verschönerung. Es ist wahr, das man angesichts ihrer Form ihr Alter spürt; aber insgesamt gesehen besitzt sie außer einem gewissen Ausdruck der Hingabe, den man bemerkt, nichts wirklich Außergewöhnliches. Es handelt sich um eine sitzende Figur von mittlerer Größe, die das Christuskind auf den Knien trägt und es zärtlich mit dem linken Arm stützt ; denn es ist die rechte Hand, welche sie früher auf die Brust gelegt hatte, nach dem, was uns die Überlieferung erzählt, die man jetzt losgelöst sieht und die direkt mit den ersten drei Fingern auf den Ort des Tunnels zeigt (den man in Richtung des Mittelschiffs etwa 10 bis 12 Schritte entfernt sieht), wobei es keinerlei Anschein gibt, dass die Figur in dieser Weise geschnitzt worden war; aber im Gedächtnis an das Wunder hat man sie so belassen.“ (Et, pour dire quelque chose en particulier de [l’image de la Vierge de] Saint-Sauveur, elle n’est que de simple bois, que l’on a enrichy de quelque dorure, plus pour sa conservation, que son embellissement. Il est vrai que sa forme sent son antiquité ; mais, après tout, fors certain air de dévotion qui s’y remarque, elle n’a rien de bien extraordinaire, & c’est une figure assise & de moyenne grandeur, qui tient son Christ sur ses genoux, le supportant doucement de la main gauche ; pour ce qui est de la main droite, qu’elle avait autrefois posée sur le sein, à ce que nous dit la tradition, elle s’en voit, à présent, détachée, montrant directement, de ses trois premiers doigts, le lieu de la mine (qui se voit vers le centre, loin de dix à douze pas), n’y ayant nulle apparence qu’elle ait été taillée de la sort ; mais, en mémoire du miracle, elle est demeurée ainsi.) — Georges Fautrel, L’histoire de Notre-Dame des Miracles, honorée à Rennes en l’église Saint-Sauveur 
Der Brand von 1720 zerstörte die im Neuaufbau befindliche Kirche in Teilen, verschonte aber die Statue. Diese wurde in die Kapelle der Augustiner (heute Théâtre du Vieux Saint-Étienne) überführt, bis sie 1731 nach Saint-Sauveur zurückkehrte. Im Zuge der Französischen Revolution wurde die Statue zerstört, obwohl die Kirche dem revolutionären Kultus diente. Sie wurde erst im Februar 1876 auf Initiative und mit den finanziellen Mitteln Abbé Lelièvres neu geschaffen. Diese neue Statue, die vom Bildhauer Charles-Pierre Goupil aus Rennes angefertigt wurde, ist aus Holz und aus Stein im neoromanischen Stil gestaltet. Der ebenfalls aus Rennes stammende Fassmaler Auguste Louis Jobbé-Duval hat die polychrome Fassung geschaffen. Sie wurde auf einen neuen Marmoraltar gestellt, der von Folliot geschaffen wurde. Ein von Lucien-Léopold Lobin geschaffenes Glasfenster liegt ihm gegenüber und erinnert an die wunderbare Szene. Der Erzbischof von Rennes, Auguste-René-Marie Dubourg, nahm am 25. März 1908 die Krönung der Statue vor. 1912 wurde anlässlich der Vergrößerung der Seitenkapelle, die zu beengt geworden war, von Charles Couasnon ein Altarretabel im Rokokostil geschaffen. Der Kanoniker Louis Raison gibt die folgende Beschreibung der heutigen Statue:
„Die Jungfrau Maria sitzt in majestätischer Position. Ihre Schultern sind von einem Umhang in blauer Farbe bedeckt und ihr Kopf von einem weißen Schleier, überragt von einem Diadem aus eleganten Spitzen, das mit Edelsteinen geschmückt ist. Das blaue Kleid ist halb verdeckt von einem blassroten Peplum, das in einer reich bestickten Borte endet. Die Füße der Jungfrau sind mit roten Pantoffeln bekleidet, welche in der Mitte durch eine goldene Borte erhöht sind. Mit der linken Hand stützt die Jungfrau das Jesuskind. Die rechte Hand ist gesenkt und ihr Zeigefinger deutet gemäß der traditionellen Überlieferung zur Erde. Das Jesuskind ruht auf den Knien seiner Mutter. Sein Kopf ist von einem Kreuznimbus umgeben. Seine Füße sind nackt. Seine beiden Attribute erinnern nach den Regeln der Ikonographie an seine Göttlichkeit : Mit der rechten Hand erteilt es in lateinischer Weise den Segen, in der linken Hand hält es ein großes, offenes Buch, das einen Auszug aus dem Magnificat zeigt : Fecit mihi magna qui potens est et sanctum nomen ejus. (Denn der Mächtige hat Großes an mir getan und sein Name ist heilig.)“ (La Vierge est assise « en majesté ». Ses épaules sont recouvertes d'un manteau couleur d'azur et sa tête d'un voile blanc, surmonté d'un diadème aux élégants fleurons, orné de pierres précieuses. La robe bleue est à demi cachée par un peplum, couleur rouge pâle, terminé par une riche broderie. Les pieds de la Vierge sont chaussés de mules rouges rehaussées au milieu, d'un galon d'or. De la main gauche, la Vierge soutient l'Enfant Jésus. La main droite est abaissée. L'index se dirige vers la terre, suivant la donnée traditionnelle. L'Enfant Dieu repose sur les genoux de sa Mère. Sa tête est entourée du nimbe circulaire et crucifère. Ses pieds sont nus. Ces deux attributs rappellent sa divinité, suivant les règles de l'iconographie. De la main droite, il bénit, à la manière latine. De la gauche, il soutient un livre grand ouvert sur ses genoux et présentant un texte du Magnificat : Fecit mihi magna qui potens est et sanctum nomen ejus.) - Louis Raison, Notre-Dame des Miracles et Vertus : Son histoire Son culte, 1934

#### Hochaltar, Kanzel und Deckel des Taufbeckens

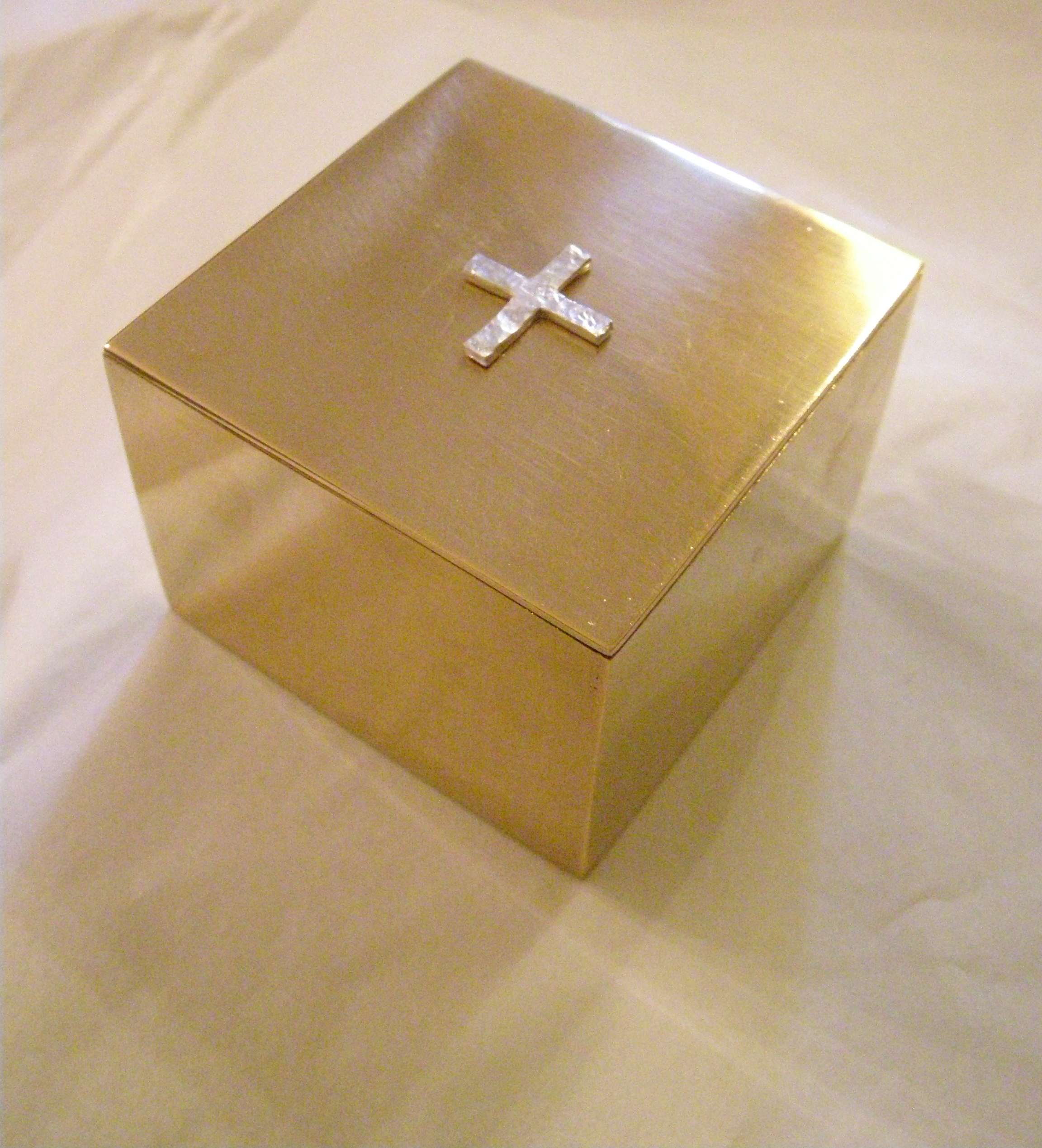
Reliquiar des neuen Altars aus ver-goldetem Messing mit einem Kreuz aus massivem, gehämmertem Silber auf dem Deckel, angefertigt von Christophe Evellin

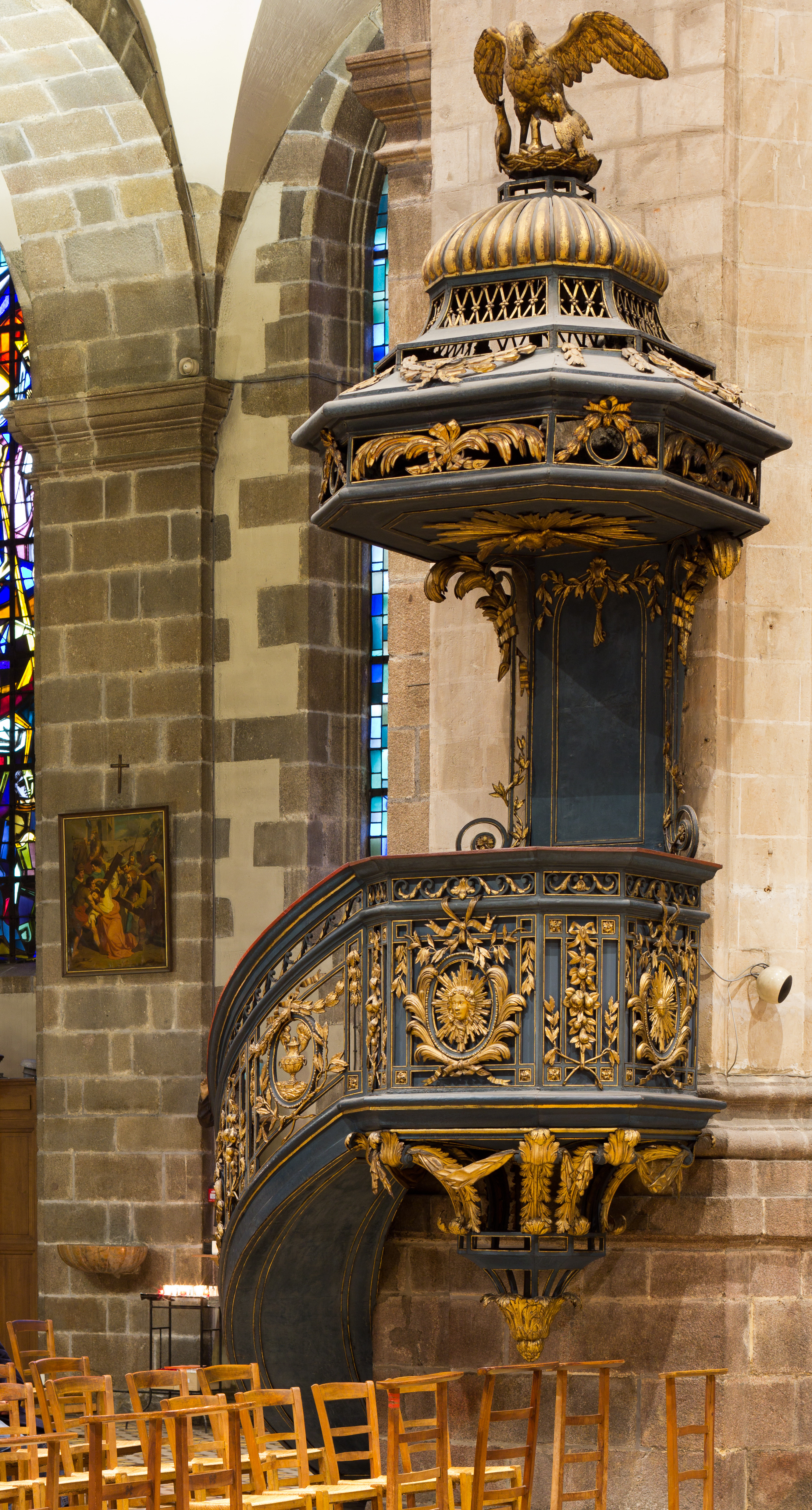
Kanzel (Jean Guibert, 1781)

Der Hochaltar wird von einem bemerkenswerten Baldachin überspannt, der 1768 nach Plänen von Albéric Graapensberger angefertigt wurde. Vier korinthische Marmorsäulen tragen ein konkaves Gesims aus Holz, dessen Dekor die Marmorierung der Säulen aufgreift. Auf diesem Gesims ruhen vier vergoldete Voluten, die wiederum ein Postament tragen. Eine Glorie der Dreifaltigkeit aus vergoldeter Pappmaché nimmt den zentralen Raum auf Höhe des Gesims ein. Ein Gemälde der Verklärung Christi nimmt die Rückwand der Apsis ein. Es wurde vom Maler Jean-Bruno Gassies 1824 so passgenau angefertigt, dass es sich in die Perspektive des Baldachins einfügt, obwohl dieser in einiger Entfernung im Chor steht. Der Hochaltar selbst steht hinter dem Baldachin; er wurde 1829 vom Bildhauer François Depincé angefertigt.
Albéric Graapensberger ist auch der Urheber der Schmuckornamente der Kanzel, die am Südwestpfeiler des Chors angebracht ist. Diese Kanzel aus Schmiedeeisen, welches bemalt und vergoldet wurde, fertigte 1781 der Kunstschmied Jean Guibert an. Der reich verzierte Korpus trägt zahlreiche Schmuckelemente: Medaillons, die von Palmzweigen, Bändern, herabfallenden Blättern und Früchten, Voluten und Lorbeergirlanden eingerahmt sind. Der Schalldeckel wird von einer Kuppel mit Godronierung überragt, auf dieser steht das Abbild eines Pelikans, der seine Jungen nährt ; die Girlanden werden aus Akanthusblättern gebildet. Jean Guibert fertigte ebenso im gleichen Zeitraum und in einem ähnlichen Stil den Deckel des Taufbeckens an.
Seit Weihnachten 1975 befand sich unter der Vierung ein Volksaltar, eindeutig vom Chorraum abgeteilt. Ende 2011 ersetzten neue liturgische Prinzipalien den mobilen Altar. Der neue Altar wurde aus Marmor und Edelstahl angefertigt, in Harmonie mit der vorhandenen Ausstattung. Jede der Seiten trägt ein Monogramm: « IHS » auf der dem Kirchenschiff zugewandten Seite – ein Hinweis auf das Patrozinium der Basilika; das Christogramm, umgeben von den Buchstaben α und ω ist dem Chor zugewandt; « MA » zeigt zum Altar von Notre-Dame-des-Victoires; « JPH » zeigt zum Altar des hl. Josef. Reliquien des hl. Melanius sind in den Altartisch eingesenkt. Ein neuer Ambo begleitet den Altar. Das Ensemble wurde von der Kunstschmiede Crézé, der Bildhauerwerkstatt Joubaud und dem Goldschmied Christophe Evellin (Reliquiar) gefertigt. Altar und Ambo wurden am 17. Dezember 2011 von Erzbischof Pierre d’Ornellas geweiht.

### Glasfenster

Plan der Glasfenster des Hauptgeschosses: 1 – Notre-Dame de la Cité ; 2 – Le mi-racle du 8 février 1357 ; 3 – L’incendie de 1720 ; 4 – Le culte de Notre-Dame des Miracles ; 5 – Le congrès marial national de 1950 ; 6 – Le grand Retour ; 7 – Ad Jesum per Mariam ; 8 – Marie, tour de David

Plan der Glasfenster des Obergeschosses: 1 – Die Krönung der Jungfrau Maria ; 2 – Mariä Verkündigung ; 3 – Die Geburt Jesu ; 4 – Die Heilige Familie ; 13 – Die Kreuzigung ; 14 – Die Auferstehung ; 15 – Die Aufnahme in den Himmel ; (diese sind inspiriert von Fra Angelico) 5 – Die wundertätige Medaille ; 6 – Die Erscheinung in La Salette ; 11 – Die Erscheinung in Lourdes ; 12 – Die Erscheinung in Pontmain ; 7–10 – Engel und Chorsänger

Die heute zu sehenden Glasfenster wurden vom Glasmaler Louis Barillet 1951 und 1952 gestaltet, mit Ausnahme derer in der Kapelle der Notre-Dame des Miracles und dem großen Fenster zu deren Linken. Die Fensterserie von Barillet ersetzt die Glasfenster, welche im Zuge des Bombardements von 1940 zerstört wurden. Die großen Fenster des Hauptgeschosses erinnern an die Verehrung der Notre-Dame des Miracles, ebenso stellen die kleineren Fenster des Obergeschosses Szenen des Marienlebens dar. Das Ensemble wurde im Januar 1953 von Erzbischof und Kardinal Clément-Émile Roques geweiht. Die satten Farben der Glasfenster verdunkeln das Kirchengebäude in einem Maß, dass Barillet zum Ende der Restaurierungsarbeiten von seinem Auftrag entbunden wurde. Die Kapelle der Notre-Dame des Miracles bewahrte ihre hellen Fenster vom Ende des 19. Jahrhunderts und das Fenster zu ihrer Linken wurde dem Atelier Rault im Jahre 1962 anvertraut.

#### Monuments historiques in der Basilika
Die Basilika Saint-Sauveur enthält dreizehn Objekte, welche alle als Monuments historique klassifiziert sind:
| Bezeichnung         | Urheber                                                       | Epoche      | Lokalisation | Datum der Klassifizierung | Referenz               |
| ------------------- | ------------------------------------------------------------- | ----------- | ------------ | ------------------------- | ---------------------- |
| Orgelprospekt       | Jacques Lefebvre, Pierre Désenclos, Coquillar, Jean Mongendre | 17. Jahrhdt | Empore       | 23. Juli 1962             | Eintrag Nr. PM35000467 |
| Spielwerk der Orgel | Jacques Lefebvre, Pierre Désenclos, Coquillar, Jean Mongendre | 17. Jahrhdt | Empore       | 30. Oktober 1989          | Eintrag Nr. PM35000470 |

| Titel                                                                 | Urheber | Epoche          | Zusatzinfos | Lokalisation                            | Datum der Klassifizierung | Referenz                                       |
| --------------------------------------------------------------------- | --- | --------------- | --- | --------------------------------------- | ------------------------- | ---------------------------------------------- |
| Die Brotvermehrung                                                    | Anonym | 18. Jahrhundert | | Musée des Beaux-Arts de Rennes          | 23. April 1981            | Eintrag Nr. PM35000500 Eintrag Nr. 00000075369 |
| Die Auferweckung des Lazarus                                          | Anonym — umgekehrte und reduzierte Kopie einer Serie von Jean Jouvenet aus dem Jahr 1706 für St-Martin des Champs in Paris. | 18. Jahrhundert | Diese Serie von Gemälden stammt aus dem Jesuitenkolleg von Rennes.                                                                   | Allerheiligenkirche in Rennes           | 23. April 1981            | Eintrag Nr. PM35000499 Eintrag Nr. 00000075284 |
| Der wunderbare Fischfang                                              | Anonym — umgekehrte und reduzierte Kopie einer Serie von Jean Jouvenet aus dem Jahr 1706 für St-Martin des Champs in Paris. | 18. Jahrhundert | Diese Serie von Gemälden stammt aus dem Jesuitenkolleg von Rennes.                                                                   | Allerheiligenkirche in Rennes           | 23. April 1981            | Eintrag Nr. PM35000498 Eintrag Nr. 00000075283 |
| Christus vertreibt die Händler aus dem Tempel                         | Anonym — umgekehrte und reduzierte Kopie einer Serie von Jean Jouvenet aus dem Jahr 1706 für St-Martin des Champs in Paris. | 18. Jahrhundert | Diese Serie von Gemälden stammt aus dem Jesuitenkolleg von Rennes.                                                                   | Allerheiligenkirche in Rennes           | 23. April 1981            | Eintrag Nr. PM35000497 Eintrag Nr. 00000075280 |
| Das Gastmahl Christi bei Simon dem Pharisäer                          | Anonym — umgekehrte und reduzierte Kopie einer Serie von Jean Jouvenet aus dem Jahr 1706 für St-Martin des Champs in Paris. | 18. Jahrhundert | Diese Serie von Gemälden stammt aus dem Jesuitenkolleg von Rennes.                                                                   | Allerheiligenkirche in Rennes           | 23. April 1981            | Eintrag Nr. PM35000496 Eintrag Nr. 00000075281 |
| Das Gelübde der Einwohner von Rennes zur Notre-Dame-de-Bonne-Nouvelle | Leroy | 1721            | Kopie des Gemäldes von Huguet, restau-riert 2013. Das Original befindet sich in der Basilika Notre-Dame-de-Bonne-Nouvelle in Rennes. | erstes Joch des südlichen Seitenschiffs | 15. April 1966            | Eintrag Nr. PM35000468                         |

Anmerkung: Die Grablegung (von Giovanni Francesco Barbieri, genannt Guercino), welche 1919 klassifiziert wurde, wurde 1923 aus dem Verzeichnis wieder gestrichen.
| Titel            | Urheber | Epoche          | Zusatzinfos | Lokalisation | Datum der Klassifizierung | Referenz               |
| ---------------- | ------- | --------------- | --- | ------------ | ------------------------- | ---------------------- |
| Madonna mit Kind | Anonym  | 15. Jahrhundert | Ein Erzpriester soll diese Statue erwor-ben haben, weil er in ihr eine Ähnlichkeit mit der Statue von Notre-Dame des Miracles sah. |              | 15. April 1966            | Eintrag Nr. PM35000469 |

| Bezeichnung             | Urheber                                                                 | Epoche | Lokalisation                          | Datum der Klassifizierung | Referenz               |
| ----------------------- | ----------------------------------------------------------------------- | ------ | ------------------------------------- | ------------------------- | ---------------------- |
| Kanzel                  | Schmiedearbeit von Jean Guibert nach Plänen von Albéric Graapens-berger | 1781   | südöstlicher Pfeiler des Hauptschiffs | 23. Juli 1962             | Eintrag Nr. PM35000466 |
| Hochaltar und Baldachin | Pläne von Albéric Graapensberger                                        | 1768   | Chorraum                              | 23. Juli 1962             | Eintrag Nr. PM35000465 |
| Deckel der Taufbecken   | Jean Guibert                                                            | 1780   | Taufkapelle                           | 23. Juli 1962             | Eintrag Nr. PM35000464 |

## Orgeln
In der Kirche befinden sich zwei Orgeln: Die Hauptorgel auf der Empore und eine Chororgel.

### Hauptorgel

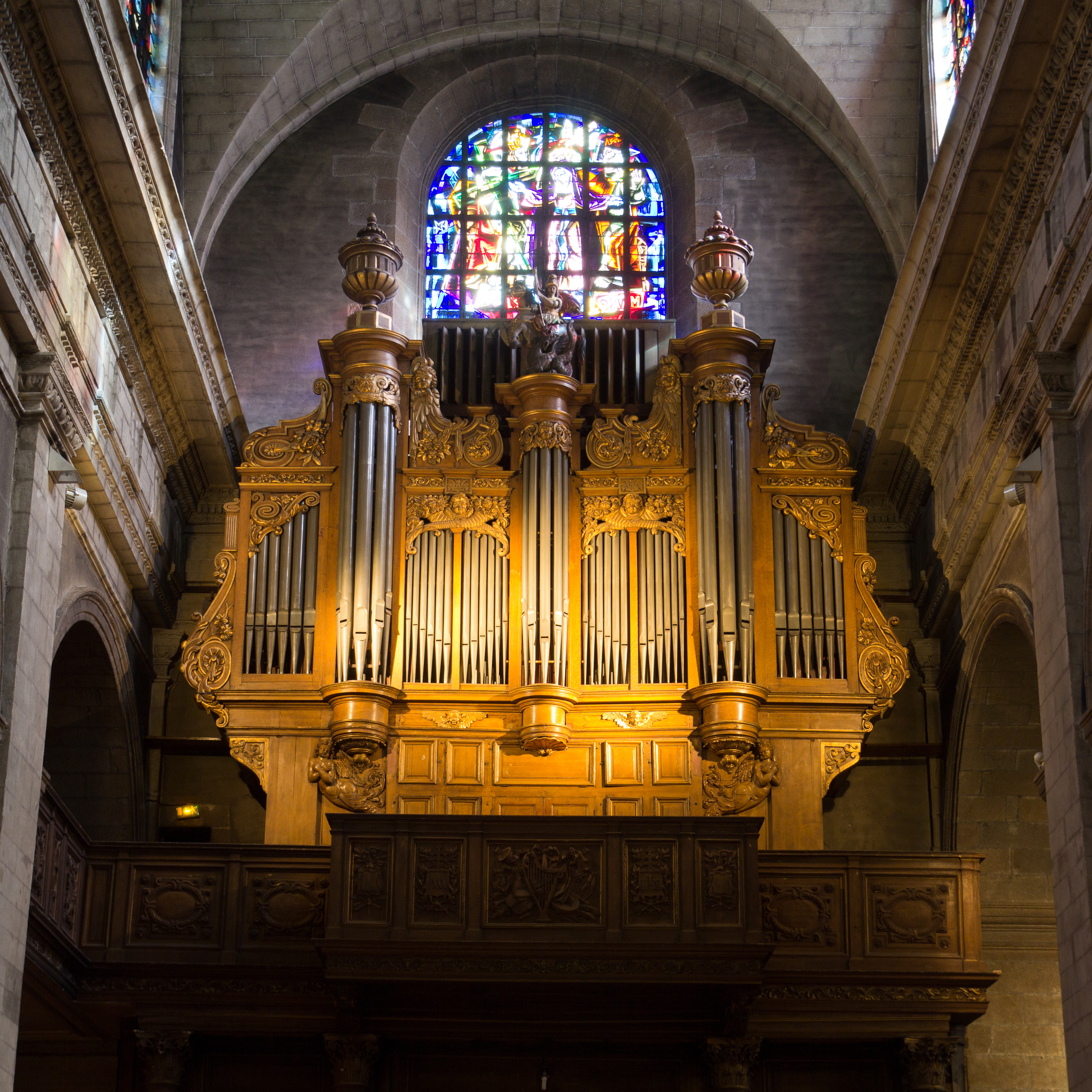
Die monumentale Emporenorgel

1493 erhielt die Kirche St-Sauveur ihre erste Orgel im Hauptschiff, die 1536 und 1590 jeweils überholt wurde. 1650 wurde sie durch eine von Nicolas Bricet neu konstruierte Orgel ersetzt, die ihren Platz erstmals auf der Empore über dem Kirchenportal fand. Deren Prospekt wurde 1654 durch Julien Brillet vergrößert. Dieses Instrument wurde im Jahr 1682 beim Brand eines Teils der Kirche zerstört. Beim Beginn der Französischen Revolution war die kürzlich wiederaufgebaute Kirche immer noch ohne neue Orgel. Mit der Verstaatlichung der Kirchengüter wurde St-Sauveur die Orgel der Kirche St-Aubin zugeteilt, doch die Pfarrgemeinde verlangte erfolglos, diese durch die Orgel der Karmeliten oder der Observanten zu ersetzen. Letztlich kaufte die Pfarrgemeinde die Orgel der Abtei Saint-Georges, die ebenfalls zum Verkauf ausgeschrieben war.
Diese Orgel wurde zwischen 1653 und 1655 von Jacques Lefebvre, Pierre Désenclos und Coquillar konstruiert, der Prospekt mit bemalten Läden stammt von Jean Mongendre. Ihr Mittelteil besteht aus Eichenholz, die Seitenteile aus Tanne, gestaltet im Stil Louis-quatorze. Der Prospekt ist symmetrisch aufgebaut, vergoldet und beinhaltet Motive wie kleine Engelchen und Füllhörner. Die beiden Seitentürme des Prospekts werden von großen Urnen bekrönt, der Mittelturm trägt eine Skulptur des hl. Georg, der den Drachen zu Boden schmettert. Das Ensemble verdeckt den unteren Teil des Fassadenfensters, während der obere Teil sichtbar bleibt. Der Prospekt zählt vier plates-faces mit sechs, zwölf, zwölf und nochmals sechs Pfeifen, die Türme jeweils fünf Pfeifen. Die Flachfelder werden von festgezurrten Voluten überhöht, ihre vergoldeten Verzierungen zeigen gekreuzte Füllhörner und dazwischen Puttenköpfe. Diese Orgel wurde in Saint-Georges 1658 und 1662 zweimal durchgesehen.
Den Umzug nach Saint-Sauveur schloss Pierre Tessier am 7. August 1792 ab. Er vergrößerte die Empore, um die Orgel installieren zu können und fügte die gondronierten Urnen auf den Seitentürmen hinzu. Guillaume Cateline baute den Prospekt wieder auf und erneuerte die Vergoldungen. Das Gehäuse wurde in einem Eichenton gestrichen, der die ursprüngliche Vielfarbigkeit verdeckt. Die Orgel wurde zwischen 1865 und 1866 durch die Werkstatt Merklin-Schütze komplett überholt, wobei dem Prospekt Flügelteile hinzugefügt wurden. Die überholte Orgel wurde am 7. August 1866 durch den späteren Komponisten Gabriel Fauré eingeweiht, der von 1866 bis 1870 Organist der Basilika war. Die Orgel wurde von Merklin erneut 1906 durchgesehen und ein weiteres Mal 1933 von Victor Gonzalez und der Werkstatt Bossard-Bonnel. Othon Wolf veränderte sie 1955. Die Regionaldirektion für kulturelle Angelegenheiten gab 1991/1992 ihre Restaurierung bei Lucien Simon in Auftrag. Es wurde der Zustand nach der Überholung durch Merklin 1866 wiederhergestellt, unter Beibehaltung der Voix céleste und der pneumatischen Traktur, die zwischenzeitlich hinzugefügt worden waren.
Die Hauptorgel ist mit ihren unterschiedlichen Teilen als Monument historique geschützt, und zwar:
- der Orgelprospekt, seit dem 23. Juli 1962[culture 2]
- das technische Orgelwerk, seit dem 30. Oktober 1989[culture 3]

Die Disposition:
| I Grand-Orgue C–g3 |                  |     |
| 1.                 | Bourdon          | 16′ |
| 2.                 | Montre           | 8′  |
| 3.                 | Bourdon          | 8′  |
| 4.                 | Flûte harmonique | 8′  |
| 5.                 | Salicional       | 8′  |
| 6.                 | Prestant         | 4′  |
| 7.                 | Flûte harmonique | 4′  |
| 8.                 | Plein Jeu IV-V   |     |
| 9.                 | Trompette        | 8′  |
| 10.                | Clairon          | 4′  |

| II Récit expressif C–g3 |                      |    |
| 11.                     | Flûte traversière    | 8′ |
| 12.                     | Viole de Gambe       | 8′ |
| 13.                     | Voix céleste         | 8′ |
| 14.                     | Flûte Octaviante     | 4′ |
| 15.                     | Octavin              | 2′ |
| 16.                     | Trompette Harmonique | 8′ |
| 17.                     | Basson-Hautbois      | 8′ |
| 18.                     | Voix humaine         | 8′ |
|                         | Trémolo              |    |

| Pédale C–f1 |           |     |
| 19.         | Soubasse  | 16′ |
| 20.         | Basse     | 8′  |
| 21.         | Trombone  | 16′ |
| 22.         | Trompette | 8′  |

- Koppeln: Tirasses I und II, accouplements I/I, II/I in 16′ und 8′
- Spielhilfen: Appel Anches Grand Orgue, Appel Anches Récit, Appel Anches Pédale, Appel Fonds Grand Orgue
- Stimmtonhöhe: 436 Hz

### Chororgel

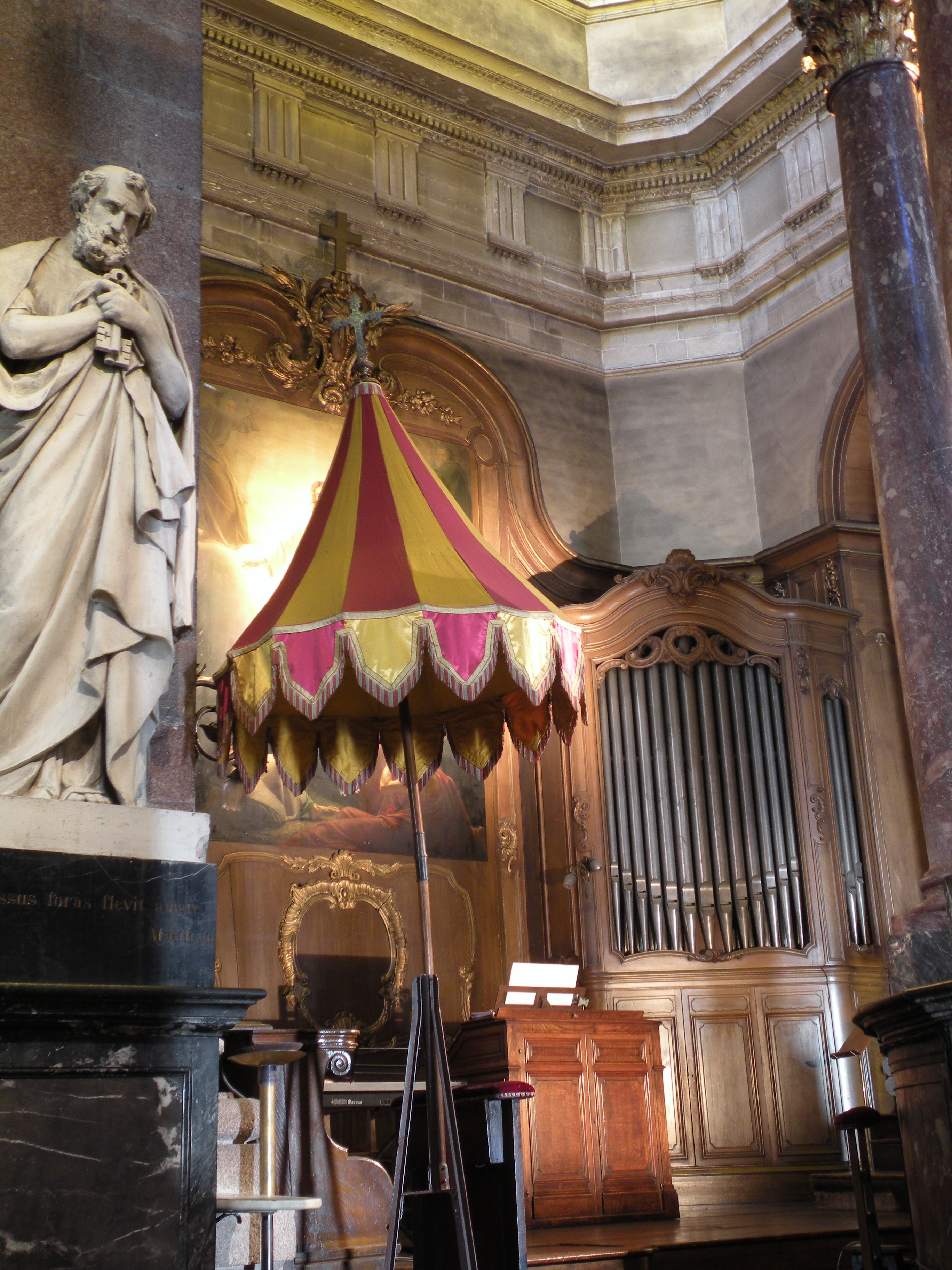
Spieltisch und rechter Prospekt der Chororgel

Die Chororgel besteht aus zwei symmetrischen, schräg zueinander angeordneten Gehäusen. Jeder der Prospekte umfasst zwei Flachfelder, die größeren davon zählen jeweils dreizehn Pfeifen, die kleineren seitlichen jeweils drei. Die beiden Orgelgehäuse werden von helmartigen Aufsätzen überragt, die jeweils mit einer Muschel geschmückt sind. Bei dieser Orgel wurde erstmals in Rennes eine elektrische Traktur installiert. Von Louis Debierre entworfen und am 11. März 1894 abgenommen, wurde sie von den beiden Organisten der Kathedrale, Eugène Henry und Louis Lepage, sowie vom Kapellmeister der Kirche, Abbé Damour eingeweiht. Die Orgel wurde bereits mehrfach durch die Werkstatt Merklin und Yves Sévère überholt. Im Zuge dessen wurde die elektrische Traktur durch eine pneumatische Traktur ersetzt. Die Disposition lautet:
| I Grand-Orgue C–g3 |            |     |
| 1.                 | Bourdon    | 16′ |
| 2.                 | Montre     | 8′  |
| 3.                 | Bourdon    | 8′  |
| 4.                 | Salicional | 8′  |
| 5.                 | Prestant   | 4′  |

| II Récit expressif C–g3 |                  |    |
| 6.                      | Cor de nuit      | 8′ |
| 7.                      | Flûte harmonique | 8′ |
| 8.                      | Gambe            | 8′ |
| 9.                      | Voix céleste (D) | 8′ |
| 10.                     | Trompette        | 8′ |
|                         | Trémolo          |    |

| Pédale C–f1 |          |     |
| 11.         | Soubasse | 16′ |
| 12.         | Octave   | 8′  |

- Koppeln:  Accouplement du Récit au Grand Orgue, Accouplement du Récit au Grand Orgue en 16', Tirasse Grand Orgue, Tirasse Récit.
- Spielhilfen: Appel Anches Récit.
- Stimmtonhöhe: 436 Hz

### Bücher
Zusätzlich zu den unter Einzelnachweisen zitierten Werken:
- Philippe Bonnet, Jean-Jacques Rioult: Dictionnaire guide du patrimoine. Bretagne. Éditions du patrimoine, Paris 2002, ISBN 978-2-85822-728-0, S. 405 (französisch).
- François Plaine: Histoire du culte de la Sainte Vierge dans la ville de Rennes. Guillaume Vatar, Rennes 1872 (französisch).
- Léon Thébault, Histoire de Notre-Dame des Miracles en l’église Saint-Sauveur de Rennes, par un prêtre du clergé de la paroisse. Imprimerie de F. Simon, Rennes 1. Mai 1899 (französisch)
- Wiedergabe des Buches von François Plaine in Bezug auf die Jungfrau von Saint-Sauveur mit einem ergänzenden Bericht der Ereignisse vor 1876.
- verschiedene Autoren: Le Patrimoine des Communes d’Ille-et-Vilaine. Éditions Flohic, Paris 2000, ISBN 978-2-84234-072-8 (französisch).

### Artikel
- François Plaine: Le siège de Rennes par les Anglais (1356–1357). In: Revue de Bretagne et de Vendée. Nantes, 3e série, Band 10, Nummer 2, 1871, S. 5–28, 93–110 (https://gallica.bnf.fr/ark:/12148/bpt6k453764k/f4.item).
- Paul Parfouru: Inventaire des archives de la paroisse Saint-Sauveur de Rennes par Gilles de Languedoc - 1720. In: Bulletin et mémoires de la Société archéologique du département d'Ille-et-Vilaine. Société archéologique du département d’Ille-et-Vilaine, Rennes, Bd. 28, 1899, S. 205-289. (https://gallica.bnf.fr/ark:/12148/bpt6k207781m/f256.item)
- Georges Nitsch: L’église Saint-Sauveur de Rennes. In: L'Ouest-Éclair. Rennes, Nr 12436, 24. November 1930, S. 4-5. (https://gallica.bnf.fr/ark:/12148/bpt6k6583767/f4)